# Rasclet tricolor
El rasclet tricolor (Rallina tricolor) és una espècie d'ocell de la família dels ràl·lids (Rallidae) que habita zones humides amb vegetació des de Damar, a les illes Petites de la Sonda, cap a l'est per Nova Guinea i illes properes, algunes illes de l'Arxipèlag D'Entrecasteaux i del de Bismarck, fins al nord-est d'Austràlia.